# Poeciloscarta flavifrons
Poeciloscarta flavifrons är en insektsart. Poeciloscarta flavifrons ingår i släktet Poeciloscarta och familjen dvärgstritar. Utöver nominatformen finns också underarten P. f. transversa.